# Causa di morte
La causa di morte è ciò che ha avviato il processo conclusosi poi con la morte di una persona. In numerose nazioni è accertata per legge per ogni deceduto, talvolta col fine di studiare l'epidemiologia delle malattie e la loro letalità.
La rilevazione sistematica delle cause di morte si è diffusa nei diversi stati moderni dal XVIII secolo; intorno al 1850 fu posta l'esigenza di rendere omogenee le rilevazioni; nel 1893 fu adottata la classificazione internazionale delle malattie e delle cause di morte (ICD), di cui oggi si usa la decima revisione (ICD-10).

## Finalità
La rilevazione delle cause di morte deve servire:
- Alla sorveglianza dello stato di salute della popolazione,
- Allo sviluppo di ipotesi eziologiche sulle malattie,
- Alla valutazione dei servizi sanitari,
- Alla definizione di ulteriori obiettivi di salute e di prevenzione sanitaria,
- Al disegno dei servizi sanitari e dell'organizzazione sociale per perseguire quegli obiettivi.

## Certificazione

### In Italia

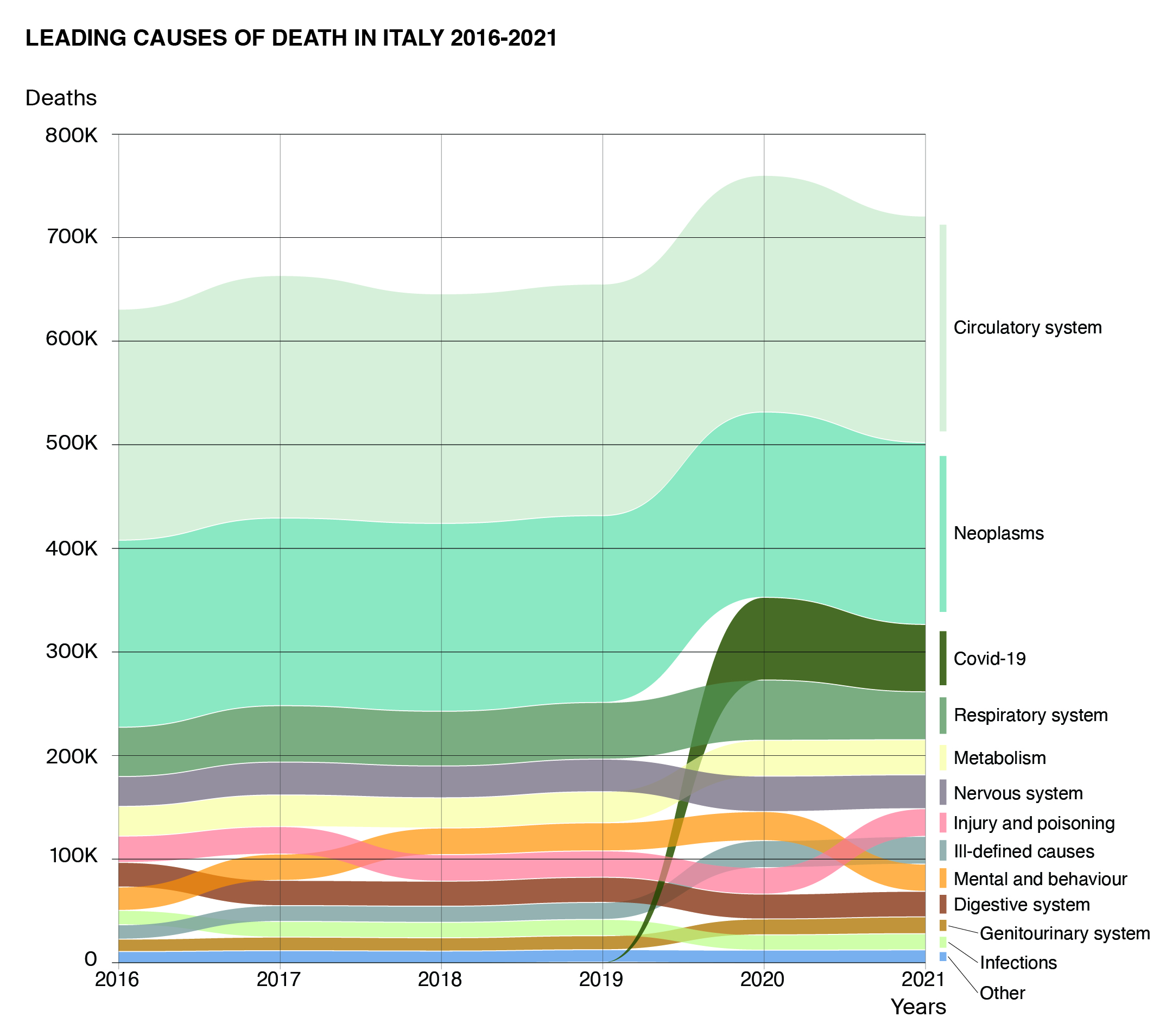
Principali cause di morte in Italia (2016-2021)

In Italia la causa di morte va ufficializzata con un'apposita certificazione, da cui discendono una serie di conseguenze giuridiche. Il certificato di causa di morte in Italia è rilasciato dall'azienda sanitaria locale competente per territorio, sulla base della scheda di morte del deceduto redatta dal medico di medicina generale o dal medico necroscopo. È richiesto ai fini assicurativi e pensionistici.

### Negli Stati Uniti
Negli Stati Uniti, già intorno al 1910 fu sviluppato un modello di certificato di morte standard. È rilasciato dal Department of Health del singolo Stato federato.

### Scozia
In Scozia per registrare una morte nel pubblico registro, occorre presentare un certificato medico di causa di morte.

### Francia
In Francia per legge la causa di morte va constatata da un medico iscritto all'ordine e il certificato, dove va indicata la causa, dal 1996 viene rilasciato dall'Agenzia regionale di sanità.

### Brasile
In Brasile, un medico compila l'attestato di morte, in cui dichiara la fine della vita di un individuo, sottolineando le cause che hanno condotto alla morte. Questo poi è necessario per rilasciare il certificato di morte, da parte del Registro civile, anche online.

## Lista delle cause di morte per frequenza

### Global Burden of Disease Study 2016
A partire dal 1990, l'Institute for Health Metrics and Evaluation dell'Università di Washington coordina le statistiche sulle cause di morte e morbilità del Global Burden of Disease Study, un progetto internazionale che coinvolge diverse istituzioni di una cinquantina di paesi. Nel 2016 le cause più comuni di morte sono state le cardiopatie ischemiche (17,33%), la broncopneumopatia cronica ostruttiva (5,36%), l'ictus emorragico (5,19%), l'ictus ischemico (4,92%) e le demenze (4,36%), anche se i dati cambiano in base all'area geografica considerata: nei paesi con un basso indice di sviluppo umano la principale causa di morte è stata rappresentata dalle infezioni alle vie aeree inferiori (8,15%), nell'Africa centrale dalla tubercolosi (9,94%), nell'Africa meridionale dall'AIDS (28,66%) e nell'Africa occidentale dalla malaria (14,41%). Nella seguente tabella sono riportate le principali cause di morte con il codice con cui sono identificate nel sistema di classificazione dell'IHME e la loro frequenza percentuale sul totale dei decessi che si sono verificati nel 2016.
| Classificazione | Causa                                                                                                | Frequenza nel mondo |
| --------------- | --- | ------------------- |
| B.2.2           | Cardiopatie ischemiche                                                                               | 17,33               |
| B.2.3           | Malattie cerebrovascolari                                                                            | 10,11               |
| B.3.1           | Broncopneumopatia cronica ostruttiva                                                                 | 5,36                |
| B.6.1           | Malattia di Alzheimer e altre demenze                                                                | 4,46                |
| A.2.3           | Infezione delle vie aeree inferiori                                                                  | 4,43                |
| B.1.11          | Cancro ai polmoni, ai bronchi, alle trachee                                                          | 3,12                |
| A.2.1           | Malattie diarroiche                                                                                  | 3,03                |
| B.8.1           | Diabete mellito                                                                                      | 2,63                |
| C.1.1           | Infortuni stradali                                                                                   | 2,45                |
| A.1.1           | Tubercolosi                                                                                          | 2,22                |
| B.8.3           | Malattia renale cronica                                                                              | 2,17                |
| A.1.2           | HIV/AIDS                                                                                             | 1,89                |
| B.2.4           | Cardiopatia ipertensiva                                                                              | 1,63                |
| B.1.5           | Cancro dello stomaco                                                                                 | 1,53                |
| B.1.7           | Cancro del fegato                                                                                    | 1,52                |
| B.1.6           | Cancro del colon-retto                                                                               | 1,52                |
| C.3.1           | Autolesionismo (compresi suicidi)                                                                    | 1,49                |
| A.3.1           | Malaria                                                                                              | 1,32                |
| C.2.1           | Cadute accidentali                                                                                   | 1,24                |
| A.5.1           | Complicazioni per parto pretermine                                                                   | 1,13                |
| B.1.14          | Cancro alla mammella                                                                                 | 1,00                |
| A.5.2           | Encefalopatia neonatale per traumi da parto o asfissia alla nascita                                  | 0,96                |
| B.2.10          | Altre malattie cardiovascolari e circolatorie non classificate altrove                               | 0,96                |
| B.10.1          | Malattie congenite                                                                                   | 0,91                |
| B.1.29          | Altre neoplasie non classificate altrove                                                             | 0,79                |
| B.3.3           | Asma                                                                                                 | 0,77                |
| B.1.4           | Cancro dell'esofago                                                                                  | 0,76                |
| B.1.9           | Cancro del pancreas                                                                                  | 0,74                |
| C.3.2           | Violenza interpersonale (compresi stupri; eccetto guerra, terrorismo, forza pubblica, pena capitale) | 0,71                |
| B.1.18          | Cancro della prostata                                                                                | 0,70                |
| B.4.1           | Cirrosi e altre malattie croniche del fegato causate dall'epatite B                                  | 0,67                |
| B.2.5           | Cardiomiopatia e miocardite                                                                          | 0,62                |
| B.4.3           | Cirrosi e altre malattie croniche del fegato causate dall'alcol                                      | 0,61                |
| B.4.2           | Cirrosi e altre malattie croniche del fegato causate dall'epatite C                                  | 0,60                |
| B.2.1           | Cardiopatia reumatica                                                                                | 0,58                |
| A.2.6           | Meningite                                                                                            | 0,58                |
| B.1.28          | Leucemia                                                                                             | 0,57                |
| A.6.1           | Malnutrizione calorico-proteica                                                                      | 0,56                |
| C.2.2           | Annegamento accidentale                                                                              | 0,55                |
| A.5.5           | Altre malattie neonatali non classificate altrove                                                    | 0,54                |
| B.8.4           | Malattie urinarie                                                                                    | 0,50                |
| B.5.4           | Ileo paralitico e ostruzione intestinale                                                             | 0,47                |
| B.1.15          | Cancro della cervice                                                                                 | 0,45                |
| B.5.1           | Ulcera peptica                                                                                       | 0,45                |
| A.5.3           | Sepsi e altre infezioni del neonato                                                                  | 0,44                |
| B.2.6           | Flutter e fibrillazione atriale                                                                      | 0,44                |
| B.1.26          | Linfoma non Hodgkin                                                                                  | 0,44                |
| A.4             | Disturbi materni                                                                                     | 0,42                |
| B.1.22          | Cancro del cervello e del sistema nervoso                                                            | 0,42                |
| B.4.4           | Cirrosi e altre malattie croniche del fegato non legate all'epatite B, C e all'alcol                 | 0,42                |
| B.6.2           | Malattia di Parkinson                                                                                | 0,39                |
| B.1.21          | Cancro della vescica                                                                                 | 0,34                |
| B.1.1           | Cancro della bocca e delle labbra                                                                    | 0,32                |
| B.7.2           | Disturbi legati al consumo di alcol                                                                  | 0,32                |
| B.2.7           | Aneurisma aortico                                                                                    | 0,30                |
| B.1.8           | Cancro della cistifellea e colangiocarcinoma                                                         | 0,30                |
| B.1.17          | Cancro dell'ovaio                                                                                    | 0,30                |
| C.4.3           | Guerra e terrorismo                                                                                  | 0,28                |
| C.2.5           | Esposizione accidentale a forze meccaniche (es. incidenti da arma da fuoco)                          | 0,28                |
| A.2.2           | Malattie infettive intestinali                                                                       | 0,28                |
| B.7.3           | Disturbo da uso di droga (eccetto alcol)                                                             | 0,26                |
| B.8.7           | Disturbi endocrini, metabolici, del sangue, del sistema immunitario                                  | 0,26                |
| A.7.2           | Epatite                                                                                              | 0,25                |
| C.2.3           | Esposizione accidentale a fuoco, calore o sostanze calde (es. incendi)                               | 0,24                |
| B.1.20          | Cancro del rene                                                                                      | 0,24                |
| C.2.6           | Complicazioni di cure mediche                                                                        | 0,23                |
| B.8.6           | Emoglobinopatia e anemia emolitica                                                                   | 0,23                |
| B.6.3           | Epilessia                                                                                            | 0,23                |
| B.3.4           | Interstiziopatia polmonare e sarcoidosi                                                              | 0,23                |
| B.1.3           | Altri cancri della faringe non classificati altrove                                                  | 0,22                |
| A.7.1           | Malattie sessualmente trasmissibili (eccetto HIV)                                                    | 0,21                |
| B.10.2          | Malattie della pelle e sottocutanee                                                                  | 0,20                |
| B.1.10          | Cancro della laringe                                                                                 | 0,20                |
| B.5.9           | Pancreatite                                                                                          | 0,20                |
| C.2.8           | Infortunio da corpo estraneo                                                                         | 0,19                |
| A.2.7           | Encefalite                                                                                           | 0,19                |
| B.5.8           | Malattie del sistema biliare e della cistifellea                                                     | 0,19                |
| C.2.10          | Altri infortuni accidentali per cause non classificate altrove                                       | 0,18                |
| B.1.27          | Mieloma multiplo                                                                                     | 0,18                |
| B.5.7           | Disturbi vascolari dell'intestino                                                                    | 0,18                |
| B.5.10          | Altre malattie del sistema digestivo non classificate altrove                                        | 0,18                |
| B.2.9           | Endocardite                                                                                          | 0,18                |
| C.1.2           | Incidenti da trasporto non stradali (es. incidenti aerei)                                            | 0,17                |
| C.2.7           | Infortuni causati da animali                                                                         | 0,17                |
| B.1.16          | Cancro dell'utero                                                                                    | 0,16                |
| A.7.3           | Altre malattie infettive non classificate altrove                                                    | 0,15                |
| A.2.9           | Pertosse                                                                                             | 0,13                |
| B.1.2           | Cancro delle rinofaringe                                                                             | 0,12                |
| A.2.11          | Morbillo                                                                                             | 0,12                |
| B.2.8           | Arteriopatia obliterante periferica                                                                  | 0,11                |
| B.9.5           | Altri disturbi del sistema osteomuscolare non classificati altrove                                   | 0,11                |
| B.1.12          | Melanomi della pelle                                                                                 | 0,11                |
| C.2.4           | Avvelenamento accidentale                                                                            | 0,10                |
| A.6.5           | Altri deficit nutrizionali non altrove                                                               | 0,10                |
| C.2.9           | Esposizione accidentale a temperature ambientali eccessive (es. assideramento)                       | 0,10                |
| B.1.13          | Cancro della pelle (eccetto melanomi)                                                                | 0,10                |
| B.6.8           | Altri disturbi neurologici non classificati altrove                                                  | 0,10                |
| A.5.4           | Eritroblastosi fetale e altri itteri neonatali                                                       | 0,09                |
| B.5.3           | Appendicite                                                                                          | 0,09                |
| B.1.23          | Cancro della tiroide                                                                                 | 0,08                |
| B.5.6           | Malattie infiammatorie croniche intestinali                                                          | 0,08                |
| B.5.2           | Gastrite e duodenite                                                                                 | 0,08                |
| B.5.5           | Ernia inguinale, femorale, addominale                                                                | 0,08                |
| A.3.11          | Dengue                                                                                               | 0,07                |
| A.2.10          | Tetano                                                                                               | 0,07                |
| B.3.5           | Altre malattie respiratorie croniche non classificate altrove                                        | 0,07                |
| B.9.1           | Artrite reumatoide                                                                                   | 0,06                |
| B.1.24          | Mesotelioma                                                                                          | 0,06                |
| B.6.5           | Malattia del motoneurone                                                                             | 0.06                |
| B.10.5          | Sindrome della morte improvvisa del lattante                                                         | 0,05                |
| A.3.20          | Altre malattie tropicali neglette non classificate altrove                                           | 0,05                |
| B.1.25          | Linfoma di Hodgkin                                                                                   | 0,05                |
| B.3.2           | Pneumoconiosi                                                                                        | 0,04                |
| B.6.4           | Sclerosi multipla                                                                                    | 0,03                |
| A.3.13          | Rabbia                                                                                               | 0,02                |
| B.8.2           | Glomerulonefrite acuta                                                                               | 0,02                |
| B.8.5           | Malattie ginecologiche                                                                               | 0,02                |
| B.1.19          | Cancro del testicolo                                                                                 | 0,02                |
| A.2.12          | Varicella e herpes zoster                                                                            | 0,02                |
| A.3.3           | Leishmaniosi                                                                                         | 0,02                |
| A.3.5           | Schistosomiasi                                                                                       | 0,02                |
| A.3.12          | Febbre gialla                                                                                        | 0,01                |
| A.3.14          | Parassitosi intestinali causate da nematodi                                                          | 0,01                |
| A.6.3           | Anemia sideropenica                                                                                  | 0,01                |
| C.4.1           | Esposizione a forze della natura (es. terremoto)                                                     | 0,01                |
| C.4.2           | Pena di morte, intervento della forza pubblica                                                       | 0,01                |
| A.3.2           | Malattia di Chagas                                                                                   | 0,01                |
| A.6.2           | Deficit di iodio                                                                                     | 0,00                |
| A.3.4           | Tripanosomiasi africana umana                                                                        | 0,00                |

### Rapporto OMS 2002
Nella tabella redatta dall'Organizzazione mondiale della sanità sono riportate le cause di morte più comuni nel 2002, raccolte in dieci grandi gruppi che, complessivamente, rendono conto dell'88,17% di tutti i decessi; il restante 11,87% è da attribuirsi a cause meno frequenti. Di ogni gruppo sono poi riportare le sottocause più importanti, per es. nel gruppo A (malattie cardiovascolari) la causa di morte più frequente è la cardiomiopatia ischemica (categoria A.1). Anche in questo caso non sono riportate tutte le sottocause, ma solo quelle più comuni.
| Group | Causa                                                                    | Percentuale di morti | Tutti | Maschile | Femminile |
| ----- | ------------------------------------------------------------------------ | -------------------- | ----- | -------- | --------- |
| –     | Tutte le cause                                                           | 100,0                | 916,1 | 954,7    | 877,1     |
| A     | Malattie cardiovascolari                                                 | 29,34                | 268,8 | 259,3    | 278,4     |
| B     | Malattie infettive e parassitosi                                         | 23,04                | 211,3 | 221,7    | 200,4     |
| A.1   | Cardiopatia ischemica                                                    | 12,64                | 115,8 | 121,4    | 110,1     |
| C     | Neoplasia maligna (cancro)                                               | 12,49                | 114,4 | 126,9    | 101,7     |
| A.2   | Malattie cerebrovascolari (ictus)                                        | 9,66                 | 88,5  | 81,4     | 95,6      |
| B.1   | Infezioni respiratorie                                                   | 6,95                 | 63,7  | 63,5     | 63,8      |
| B.1.1 | Malattie del tratto respiratorio inferiore                               | 6,81                 | 62,4  | 62,2     | 62,6      |
| D     | Malattie respiratorie: asma, enfisema                                    | 6,49                 | 59,5  | 61,1     | 57,9      |
| E     | Lesioni non intenzionali                                                 | 6,23                 | 57,0  | 73,7     | 40,2      |
| B.2   | HIV/AIDS                                                                 | 4,87                 | 44,6  | 46,2     | 43,0      |
| D.1   | Broncopneumopatia cronica ostruttiva                                     | 4,82                 | 44,1  | 45,1     | 43,1      |
| –     | Condizioni perinatali                                                    | 4,32                 | 39,6  | 43,7     | 35,4      |
| F     | Malattie dell'apparato digerente                                         | 3,45                 | 31,6  | 34,9     | 28,2      |
| B.3   | Sindromi diarroiche                                                      | 3,15                 | 28,9  | 30,0     | 27,8      |
| G     | Lesioni intenzionali: suicidio, trauma balistico, violenza, guerra, ecc. | 2,84                 | 26,0  | 37,0     | 14,9      |
| B.4   | Tubercolosi                                                              | 2,75                 | 25,2  | 32,9     | 17,3      |
| B.5   | Malaria                                                                  | 2,23                 | 20,4  | 19,4     | 21,5      |
| C.1   | Cancro del polmone                                                       | 2,18                 | 20,0  | 28,4     | 11,4      |
| E.1   | Incidente stradale: trauma toracico, trauma stradale                     | 2,09                 | 19,1  | 27,8     | 10,4      |
| B.6   | Malattie dell'infanzia: fibrosi cistica                                  | 1,97                 | 18,1  | 18,0     | 18,2      |
| H     | Affezioni neurologiche e psichiatriche                                   | 1,95                 | 17,9  | 18,4     | 17,3      |
| –     | Diabete mellito                                                          | 1,73                 | 15,9  | 14,1     | 17,7      |
| A.3   | Miocardiopatia ipertensiva                                               | 1,60                 | 14,6  | 13,4     | 15,9      |
| G.1   | Suicidio                                                                 | 1,53                 | 14,0  | 17,4     | 10,6      |
| C.2   | Carcinoma dello stomaco                                                  | 1,49                 | 13,7  | 16,7     | 10,5      |
| I     | Malattie del sistema genitourinario                                      | 1,49                 | 13,6  | 14,1     | 13,1      |
| F.1   | Cirrosi epatica                                                          | 1,38                 | 12,6  | 16,1     | 9,1       |
| I.1   | Nefrite/nefropatie                                                       | 1,19                 | 10,9  | 11,0     | 10,7      |
| C.3   | Cancro del colon-retto                                                   | 1,09                 | 10,0  | 10,3     | 9,7       |
| C.4   | Cancro al fegato                                                         | 1,08                 | 9,9   | 13,6     | 6,2       |
| B.6.1 | Morbillo                                                                 | 1,07                 | 9,8   | 9,8      | 9,9       |
| G.2   | Violenza                                                                 | 0,98                 | 9,0   | 14,2     | 3,7       |
| –     | Mortalità materna in gravidanza e parto: eclampsia, febbre puerperale    | 0,89                 | 8,2   | 0,0      | 16,5      |
| –     | Malattia congenita                                                       | 0,86                 | 7,9   | 8,1      | 7,7       |
| J     | Carenza nutrizionale - kwashiorkor                                       | 0,85                 | 7,8   | 6,9      | 8,7       |
| C.5   | Cancro alla mammella                                                     | 0,84                 | 7,7   | 0,1      | 15,3      |
| C.6   | Carcinoma dell'esofago                                                   | 0,78                 | 7,2   | 9,1      | 5,2       |
| A.4   | Miocardiopatie infiammatorie                                             | 0,71                 | 6,5   | 6,7      | 6,2       |
| H.1   | Malattia di Alzheimer e altri quadri organici di demenza                 | 0,70                 | 6,4   | 4,7      | 8,1       |
| E.2   | Cadute                                                                   | 0,69                 | 6,3   | 7,5      | 5,0       |
| E.3   | Annegamento                                                              | 0,67                 | 6,1   | 8,4      | 3,9       |
| E.4   | Avvelenamento                                                            | 0,61                 | 5,6   | 7,2      | 4,0       |
| C.7   | Linfoma, mieloma multiplo                                                | 0,59                 | 5,4   | 5,4      | 5,4       |
| A.5   | Febbre reumatica                                                         | 0,57                 | 5,3   | 4,4      | 6,1       |
| C.8   | Cancro orale e cancro orofaringeo                                        | 0,56                 | 5,1   | 7,1      | 3,1       |
| E.5   | Fuochi artificiali                                                       | 0,55                 | 5,0   | 3,8      | 6,2       |
| B.6.2 | Pertosse                                                                 | 0,52                 | 4,7   | 4,7      | 4,8       |
| C.9   | Carcinoma della prostata                                                 | 0,47                 | 4,3   | 8,6      | 0,0       |
| C.10  | Leucemia                                                                 | 0,46                 | 4,2   | 4,7      | 3,8       |
| F.2   | Ulcera peptica                                                           | 0,46                 | 4,2   | 5,0      | 3,5       |
| J.1   | Malnutrizione grave                                                      | 0,46                 | 4,2   | 4,2      | 4,2       |
| –     | Malattie endocrine                                                       | 0,43                 | 3,9   | 3,4      | 4,4       |
| D.2   | Asma                                                                     | 0,42                 | 3,9   | 3,9      | 3,8       |
| C.11  | Cancro della cervice uterina                                             | 0,42                 | 3,8   | 0,0      | 7,7       |
| C.12  | Cancro del pancreas                                                      | 0,41                 | 3,7   | 3,9      | 3,5       |
| B.6.3 | Tetano                                                                   | 0,38                 | 3,4   | 3,4      | 3,5       |
| B.7   | Malattie sessualmente trasmissibili (eccetto l'AIDS)                     | 0,32                 | 2,9   | 2,9      | 2,9       |
| C.13  | Cancro alla vescica                                                      | 0,31                 | 2,9   | 4,0      | 1,7       |
| B.8   | Meningite                                                                | 0,30                 | 2,8   | 2,9      | 2,7       |
| G.3   | Ferite di guerra (trauma balistico)                                      | 0,30                 | 2,8   | 5,0      | 0,5       |
| B.7.1 | Sifilide                                                                 | 0,28                 | 2,5   | 2,7      | 2,3       |
| –     | Neoplasie che non sono istologicamente maligne                           | 0,26                 | 2,4   | 2,4      | 2,4       |
| J.2   | Anemie da carenza di ferro                                               | 0,24                 | 2,2   | 1,5      | 2,9       |
| C.14  | Carcinoma dell'ovaio                                                     | 0,24                 | 2,2   | 0,0      | 4,4       |
| B.9   | Malattie tropicali, eccetto la malaria                                   | 0,23                 | 2,1   | 2,5      | 1,6       |
| H.2   | Epilessia                                                                | 0,22                 | 2,0   | 2,2      | 1,8       |
| –     | Malattie del sistema musculoscheletrico                                  | 0,19                 | 1,7   | 1,2      | 2,2       |
| B.10  | Epatite B                                                                | 0,18                 | 1,7   | 2,3      | 1,0       |
| H.3   | Malattia di Parkinson                                                    | 0,17                 | 1,6   | 1,6      | 1,6       |
| H.4   | Alcolismo a lungo termine                                                | 0,16                 | 1,5   | 2,5      | 0,4       |
| H.5   | Tossicodipendenza                                                        | 0,15                 | 1,4   | 2,2      | 0,5       |
| B.1.2 | Infezioni del tratto respiratorio superiore                              | 0,13                 | 1,2   | 1,2      | 1,2       |
| C.15  | Carcinoma dell'utero                                                     | 0,12                 | 1,1   | 0,0      | 2,3       |
| –     | Malattie dermatologiche                                                  | 0,12                 | 1,1   | 0,8      | 1,4       |
| C.16  | Melanoma, carcinoma spinocellulare, carcinoma basocellulare              | 0,12                 | 1,1   | 1,1      | 1,0       |
| B.11  | Epatite C                                                                | 0,09                 | 0,9   | 1,1      | 0,6       |
| B.9.1 | Leishmaniosi                                                             | 0,09                 | 0,8   | 1,0      | 0,7       |
| B.9.2 | Tripanosomiasi                                                           | 0,08                 | 0,8   | 1,0      | 0,5       |
| I.2   | Iperplasia prostatica benigna                                            | 0,06                 | 0,5   | 1,0      | 0,0       |